# Larissa Youdina
Pour les articles homonymes, voir Youdina.
Larissa Alekseïevna Youdina (en russe : Лариса Алексеевна Юдина), née le 22 octobre 1945 à Elista (Kalmoukie, Russie) et morte assassinée le 8 juin 1998, est une journaliste et éditrice du journal d'opposition Sovietskaïa Kalmykiïa Sevodnia en français : « Kalmoukie soviétique aujourd'hui ». 

## Biographie
Son journal Sovietskaïa Kalmykiïa Sevodnia est dans les années 1990 l'un des principaux journaux d'opposition à Kirsan Ilioumjinov, président de la Kalmoukie depuis 1993.Les membres du parti libéral Iabloko dont elle faisait partie, ainsi que les associations de défense des droits de l'homme soutiennent que son assassinat, en 1998,  est politique. Peu avant son meurtre, elle avait publié des articles accusant de corruption Kirsan Ilioumjinov.
Comme le journal qu'elle éditait était officiellement interdit à Elista, la capitale de la Kalmoukie, il était imprimé ailleurs et Larissa se chargeait personnellement de la distribution. C'est lors d'une de ces tournées qu'elle fut assassinée. Son corps présentait plusieurs coups de couteau et son crâne était fracturé quand il a été retrouvé.
Trois personnes furent condamnées pour cet assassinat en novembre 1999, mais l'identité du commanditaire reste inconnue. Les deux personnes ayant avoué le meurtre sont des anciens assistants de Kirsan Ilioumjinov, mais aucune preuve de l'implication de ce dernier n'a pu être produite.